# Requiem for a Dream
Requiem for a Dream är en amerikansk psykologisk dramafilm från 2000, regisserad av Darren Aronofsky.

## Handling
Filmen handlar om fyra personer vars drömmar och framtidshopp bryts sönder i grunden när de blir offer för sitt eget drogmissbruk.

## Om filmen
För rollen som Sara Goldfarb nominerades Ellen Burstyn till en Oscar för Bästa kvinnliga huvudroll men vann inte.

## Rollista
| Ellen Burstyn        | – Sara Goldfarb   |
| Jared Leto           | – Harry Goldfarb  |
| Jennifer Connelly    | – Marion Silver   |
| Marlon Wayans        | – Tyrone C. Love  |
| Christopher McDonald | – Tappy Tibbons   |
| Mark Margolis        | – Mr. Rabinowitz  |
| Louise Lasser        | – Ada             |
| Keith David          | – Big Tim         |
| Dylan Baker          | – Southern Doctor |
| Ben Shenkman         | – Dr. Spencer     |